# Suzete Pereira da Silva
Suzete Pereira da Silva (Penápolis, 25 ottobre 1957) è un'ex cestista brasiliana.

## Carriera
Con il Brasile ha disputato quattro edizioni dei Campionati mondiali (1975, 1979, 1983, 1986).